# Charles Lindbergh
Charles Augustus Lindbergh (Detroit, 4 de fevereiro de 1902 — Havaí, 26 de agosto de 1974) foi um pioneiro da aviação estadunidense e ficou famoso por ter feito o primeiro voo solitário transatlântico sem escalas em avião, em 1927.

## Os primeiros passos
Nascido em 1902, Charles Lindbergh era filho de Charles A. Lindbergh (que fora congressista de 1907 a 1917) e Evangelyne Lodge. Com 18 anos de idade ingressou no curso de engenharia. Dois anos depois, abandonou o curso.

## O grande feito
Lindbergh partiu do Condado de Nassau, Estado de Nova Iorque, na costa oriental dos Estados Unidos, em direção a Paris, França, em 20 de maio de 1927, tendo pousado na capital francesa no dia seguinte. O avião usado por Lindbergh chamava-se "The Spirit of Saint Louis". O voo de Lindbergh durou 33 horas e 31 minutos. O feito de Lindbergh fez com que fosse galardoado com o "Prêmio Orteig", de 25 mil dólares, em oferta desde 1919.
Sua chegada a Paris foi triunfal. E a comemoração quase acabou em tragédia. Recebido calorosamente pelos parisienses, o piloto quase foi sufocado pela multidão que se aglomerava para cumprimentá-lo.
Um trecho de sua recepção em Nova York foi usado no filme The Cameraman (1928).
Seu neto, Erik Lindbergh, repetiu a viagem em um avião semelhante ao usado por seu avô Charles, 75 anos depois, em 2002. Lindbergh não foi, porém, o primeiro aviador a fazer um voo transatlântico, feito que pertence a John Alcock e Arthur Whitten Brown, cujo voo foi feito em 1919; em 1922 os portugueses Gago Coutinho e Artur Sacadura Cabral realizaram a primeira travessia aérea do Atlântico recorrendo apenas a navegação astronómica, no que foi também a primeira travessia aérea do Atlântico Sul.
|  |  |  |  |

## Amaragem de emergência no rio Minho
A 13 de novembro de 1933 Lindbergh faz uma descida, forçada, no rio Minho em Friestas.
O hidroavião "Lockheed" foi imobilizando numa enseada situada junto à Ínsua do Crasto, em Friestas, Valença, perante uma população que correu para o acolher.
Aos comandos da aeronave, além de Charles Lindbergh estava a sua esposa, Anne Morrow. O motivo da descida no rio Minho foi a falta de combustível.
Na década de 1990 foi inaugurado em Friestas um monumento a Lindbergh da autoria de Alípio Nunes Vaz de Sousa. O monumento consiste numa pirâmide de granito de 23 toneladas e numa estrutura em ferro, com 800 kg.
|  |  |

## Tragédia
Em 1932, um dos filhos de Lindbergh, Charles Augustus Lindbergh Jr, foi sequestrado e morto. Um suspeito (Bruno Richard Hauptmann) foi preso e acusado pelo crime, tendo sido executado em 1936.
Lindbergh, querendo isolar-se destes traumáticos acontecimentos, mudou-se para a Europa com sua família.

## Polêmica
Lindbergh foi acusado de simpatizar com o Nazismo e liderou, na década de 1930 e começo dos anos 40 o movimento isolacionista America First. No final da década de 1930 esteve na Alemanha na companhia de sua esposa, Anne Morrow. Elogiou a tecnologia aeronáutica daquele país. Em 1936 esteve presente na cerimônia de abertura dos Jogos Olímpicos, em Berlim ao lado de Adolf Hitler.
Iniciada a Segunda Guerra Mundial defendeu a neutralidade dos Estados Unidos, e considerava certa a vitória da Alemanha. Por estes motivos grupos antinazistas americanos desconfiavam dele. Após o ataque a Pearl Harbor em dezembro de 1941 e a consequente entrada dos Estados Unidos na guerra, ofereceu-se para lutar por seu país. Seus serviços foram recusados. Somente em 1944 foi admitido para o serviço.

## Pós-guerra
Após a Segunda Guerra Mundial, viveu tranquilamente em Connecticut como consultor tanto para o chefe de pessoal da Força Aérea quanto para a Pan American World Airways.
De 1957 até à sua morte em 1974, teve um caso com a alemã Brigitte Hesshaimer, que vivia em uma pequena cidade da Baviera chamada Geretsried (35 km a sul de Munique). Em 23 de novembro de 2003, testes de DNA provaram que ele era o pai de seus três filhos: Dyrk (1958), Astrid (1960) e David (1967). Os dois conseguiram manter o caso em segredo, e mesmo as crianças não conheciam a verdadeira identidade de seu pai, que eles viram quando ele chegou a visitá-los uma ou duas vezes por ano usando o apelido "Careu Kent".

## Últimos dias
Charles Lindbergh passou seus últimos anos na ilha havaiana de Maui, onde morreu de linfoma em 26 de agosto de 1974.

## Fotos
|  |  |  |